# Vagaria
Vagaria é um género botânico pertencente à família Amaryllidaceae.